# Musan Salama
Musan Salama is een Finse voetbalclub uit Pori, dat in Finland beter bekend staat onder het acroniem MuSa. De club is gesticht in 1960 als een voetbal- en ijshockeyploeg in de wijk Musa. Later stopte men met het ijshockey. Letterlijk vertaald betekent de naam de bliksems van Musa.

## Geschiedenis
Over het algemeen bracht MuSa de geschiedenis door in de derde en vierde klasse van het Finse voetbal. In de jaren negentig speelde Musan Salama in Ykkönen, het op een na hoogste niveau, maar dat verblijf duurde slechts drie jaar. Na bijna twee decennia lukte het de club in 2018 om via de play-offs te promoveren naar de Ykkönen. In 2021 degradeerde MuSa weer naar de Kakkonen.

## Bekende (oud-)spelers
- Timo Furuholm
- Saku Laaksonen
- Sampsa Timoska